# Булевард Парк (Вашингтон)
Булевард Парк (енгл. Boulevard Park) насељено је место без административног статуса у америчкој савезној држави Вашингтон.

## Демографија
По попису из 2010. године број становника је 5.287.
| Група             | 2000.    | 2010.         |
| Белци             | 0 (0,0%) | 2.068 (39,1%) |
| Афроамериканци    | 0 (0,0%) | 833 (15,8%)   |
| Азијати           | 0 (0,0%) | 613 (11,6%)   |
| Хиспаноамериканци | 0 (0,0%) | 1.391 (26,3%) |
| Укупно            | 0        | 5.287         |